# Новоколомяжский проспект
Новоколомя́жский проспект — проспект в Приморском районе Санкт-Петербурга, в историческом районе Коломяги. Начинается от Вербной улицы, переходит в Малую Десятинную улицу.

## История
Участок проспекта от Вербной улицы до улицы Щербакова прошёл по трассе бывшей Новосельковской дороги, известной с 1880-х годов. Дорога имела такое наименование, поскольку вела в деревню Новосёлки. До 1930-х годов в состав дороги входила также современная Новосельковская улица. Параллельно с 1920-х годов до 1993 года этот участок имел неофициальное название — Дорога в Мартыновку.
Своё нынешнее имя Новоколомяжский проспект получил 7 июля 1993 года. Планировалось, что проспект будет продолжением Коломяжского проспекта, пройдя через Коломяги приблизительно по трассе бывшей Малой Октябрьской железной дороги (нынешней Солунской улице) и доходя до не проложенного пока в этой части Шуваловского проспекта. В состав магистрали вошла Пилотная улица, в 1910 году названная Владимирской, предположительно, именем родственника владельца этой местности Николая Павловича Граббе, а 26 декабря 1940 года переименованная в Пилотную в честь успехов советской авиации. Пилотная улица официально упразднена 31 января 2000 года.
Несмотря на упразднение, два индивидуальных дома — 26 и 28 — сохраняли адреса по Пилотной улице. В 2006 году дом 28 по Пилотной стал домом 19 по Новоколомяжскому, а в 2007 году дом 26 по Пилотной — домом 17 по Новоколомяжскому. В мае 2015 года оба здания были снесены для строительства на этом месте многоквартирного жилого дома.

## Магистрали
Новоколомяжский проспект граничит или пересекается со следующими улицами: 
| 1. Солунская улица 2. Вербная улица | 1. Улица Щербакова 2. Малая Десятинная улица |

Одна из немногих санкт-петербургских магистралей с нумерацией, где правая сторона — чётная, левая — нечётная, считая от начала (и редкий случай такого счёта не в Московском районе).

## Достопримечательности
Рядом с Новоколомяжским проспектом находятся:
- Спортивный центр «Газпром»
- Деревня художников, скульптурные мастерские
- Малая Октябрьская железная дорога[5]

## Транспорт
- Метро:

- Станция «Озерки»
- Станция «Удельная»
- Станция «Комендантский проспект»

- Автобусы: № 45, 134А, 134Б, 237[5].